# Греку, Михаил Григорьевич
Михаи́л Григо́рьевич Гре́ку (рум. Mihail Grecu; 9 [22] ноября 1916, Фараоновка Аккерманского уезда Бессарабской губернии — 9 апреля 1998, Кишинёв) — молдавский советский живописец. Народный художник Молдавской ССР (1986). Лауреат Государственной премии СССР (1990).

## Биография
22 ноября 1916 — Михаил Греку родился в с. Фараоновка Староказачьего уезда, на юге Бессарабии. Мать художника — Анна Грекова, родом из Селиолу, одного из близлежащих сёл, где живут болгарские переселенцы с начала XIX века.
1916—1928 — Детство в селе Ташлык Белгород-Днестровского района, в семье приёмных родителей Елены и Григория Паскару. Учился в начальной школе с. Ташлык (ныне с. Каменское), директор — Петраке Соломон, опекавший М. Греку.
1928—1937 — Учёба в Шкоала нормалэ (педагогическое училище) для юношей в г. Четатя Албэ (ныне Белгород-Днестровск), директор — учитель словесности Николае Цане. Учитель рисования — Ростислав Окушко.
1934 — Первая поездка в Бухарест с группой учеников.
1935 — Н. Цане, поддерживающий склонность М. Греку к рисованию, посылает его на летний пленэр живописцев в Бая Маре (Румыния).
Первая персональная выставка живописи и рисунка в залах школы.
1936 — Участие М. Греку в летнем пленэре профессиональных румынских живописцев в г. Балчик, на берегу Чёрного моря. Знакомится с известными художниками — Л. Григореску, А. Катарджи, Б. Караджой, Н. Тоницей, И. Изером.
А. Катарджи покупает у молодого Греку этюд, сделанный на пленэре.
1 премия в Бухаресте, на конкурсе художников «Молодёжь Румынии», за рисунок углём.
1937 — Вторая поездка на пленэр в г. Балчик. После поездки персональная выставка М. Греку в Доме культуры, г. Четатя-Албэ. Участие в издании школьного журнала «Четатя Албэ», творческая работа — чтение книг, изучение любимых художников — Ж. Ф. Милле, Н. Григореску, Шт. Лукьяна.
1937—1940 — Учёба в Бухарестской академии художеств им. Н. Григореску, где преподавателями были профессора — известные художники — Н Дэрэску, Ф. Ширато. Е. Стоенеску, скульптор О. Хан. Дружба с живописцем А. Чукуренку. Воскресные факультативные занятия у А. Чукуренку, недавно вернувшегося из Парижа, где он занимался у А. Лотта.
1940 — Присоединение Бессарабии к СССР. Возвращение М. Греку на родину, в Бессарабию, вместе с супругой Эсфирь Брик, сокурсницей по Академии художеств. Занятия в Художественном училище в Кишинёве, под руководством М. Гамбурда, бессарабского живописца, окончившего Академию художеств в Бельгии и прибывшего из Румынии.
1941—1945 Годы военной эвакуации на Северный Кавказ и в Казахстан. Работа в тылу на рытье траншей, в паровозном депо кочегаром. Продолжает в свободное время писать и рисовать. Изучает русскую и советскую живопись, посещает Саратовский художественный музей, где восхищается полотнами «малых голландцев», Коро, Монтичелли. Любимыми художниками Греку становятся Рембрандт и Делакруа. В г. Уральске, где родилась дочь Тамара, он пишет картину «Материнство» (1943^44), позируют жена и дочь. Работа находится в Национальном художественном музее Молдовы.
1945 — Возвращение с семьей в разрушенный войной Кишинёв. Принят в Союз художников Молдавии и СССР.
1947—1948 — Внеклассные занятия в Художественном училище у художника И. В. Хазова, ученика К. Коровина, В. Серова.
Назначен директором Государственного художественного музея.
1950 — Депутат городского Совета Кишинёва. Первая поездка на творческую базу в Сенеж (Подмосковье).
1951—1952 — Вторая поездка в Сенеж. Работает над панно «Освоение залежных земель» для молдавского павильона ВСХВ в Москве. Копирует картины Тьеполо в музее в Архангельском, в Подмосковье.
1954—1957 — Первое участие во всесоюзных и зарубежных выставках. Работа над картинами «Татарбунарское восстание» и «В застенках сигуранцы».
1958 — Посещает картинную галерею в г. Яссы (Румыния).
Первая персональная выставка (99 полотен) в Республиканском художественном музее МССР. Визит крупного румынского художника Корнелиу Баба.
Копирует в Эрмитаже картины Рембрандта, Гварди, Креспи. Постепенный переход от светотеневой живописи к цвету под влиянием французских импрессионистов, Ван Гога, Матисса, древнерусской и балканской иконы. Работа над картиной «Чадырлунгские девушки».
1960 — Работа над картиной «Сталевары». Творческая поездка в Нижний Тагил.
1961 — Поездка в Румынию в составе делегации советских художников. Знакомство с румынскими художниками П. Акицение, И. Сэлиштяну и др.
1962 — Картину «Чадырлунгские девушки», отклонённую в Кишинёве для показа в Москве, на Декаде молдавского искусства, Греку везёт в Москву самостоятельно. Жюри выставки в Москве, по настоянию М. Сарьяна, работу одобрило и она затем получила широкую известность в СССР. Однако эта работа на Декаде так и не была выставлена из-за противоречивых споров вокруг неё.
1963 — Продолжение дискуссий и партийной критики в Молдавии вокруг «Чадыр-лунгских девушек». Переезд М. Греку в новую мастерскую в микрорайон Рышкановка. Поездки на этюды в г. Вилково (устье Дуная) и по северу Молдавии. Персональная выставка в Доме архитектора в Кишинёве.
1964 — Вторая поездка в Вилково.
1965 — Поездка в древнерусские города Владимир и Суздаль.
Персональная выставка в Баку и Одессе.
Работа над картиной «Проводы в армию».
1966 — Награждение Золотой медалью ВДНХ СССР за картину «Осенний день». Выставка в г. Черновцы.
Первая ретроспективная персональная выставка (202 полотна) в Кишинёве в связи с 50-летием художника.
1967 — Большой успех триптиха М. Греку «История одной жизни» на Всесоюзной художественной выставке, посвящённой 50-летию Великой Октябрьской революции, в Москве, в Манеже. Работа (по опросу журнала «Творчество») признана лучшей картиной года. Начало всесоюзного признания.
1968 — Персональные выставки в Таллинне, Тарту, Риге, Лиепае, Львове. Знакомство с ведущими художниками Прибалтики. Творческая поездка на этюды в родное село.
Ташлык после 30-летнего отсутствия.
Награждён Золотой медалью Министерства обороны СССР за картину «Проводы».
1969 — Выставка «Дома моего детства» в Доме архитектора в Кишинёве, где были выставлены пейзажи (около 20), написанные в родном селе Ташлык.
1970 — Награждён Золотой медалью ВДНХ СССР за триптих «История одной жизни». Поездка в Италию в составе творческой группы советских художников. Начало нового поворота в живописи Греку, использование нетрадиционных материалов.
1973 — Персональная выставка в Вологде, после знакомства с вологодским художником В. Корбаковым, председателем Северного отделения СХ СССР. Дружба с В. Корбаковым, Н. и Г. Бурмагиными, О. Вороновой. Успех вологодской выставки, участие М. Греку в работе группы северных художников в Череповце.
Создаёт в Кишинёве серию «Изложницы» по впечатлениям от металлургического комбината в Череповце. Поездки по русским городам — Ферапонтово, Кириллов.
1975 — Персональные выставки в Ленинграде и Таллинне. Большая статья А. Пистуновой «Цвет и рифма» в «Литературной газете» о художнике Греку. Поездка с группой художников во Францию. Начало дружбы и переписки с известным советским учёным-искусствоведом Г. Недошивиным. Встречи и дружба с эстонским искусствоведом Б. Бернштейном.
1976 — Участие в I международном творческом симпозиуме «Космос и изобразительное искусство» (Москва, Сенеж).
1977 — Персональная выставка (ПО работ) к 60-летию художника в Государственном художественном музее в Кишинёве.
Персональная выставка в Сибири, Новосибирске (Академгородок). Дружба с московским искусствоведом В. Лебедевой.
1978 — Государственная премия МССР по искусству за серию пейзажей «Там, где жили солдаты», написанных в селе Долна.
1979 — Участие во II Международном симпозиуме «Космос и изобразительное искусство» (Москва, Сенеж).
1980 — Персональная выставка в Одессе. Начало переписки с известным румынским философом К. Нойкой.
1981 — Поездка в Бухарест. Встречи с известными румынскими художниками и искусствоведами: И. Георгиу, И. Пачей, К. Василеску, С. Бэлашей, К. Прутом, М. Дяком и др.
1984 — Присуждена I премия за живопись на Международном пленэре «Мирный Вильнюс» в г. Вильнюсе. Успех триптиха «Времена года» на Всесоюзной выставке «Земля и люди» в Москве (Манеж).
Выставка группы молдавских живописцев, в том числе и М. Греку, в ЦДХ в Москве.
1985 — Умер Николае Цане в Брайле, директор школы в Четатя-Албэ, где учился М. Греку. Их переписка продолжалась на протяжении 70-80-х годов.
1986 — Звание «Народный художник МССР». Персональная выставка (143 произведения) к 70-летию художника в Кишинёве.
1989 — Персональная выставка (около 90 полотен) в Москве и Киеве.
1990 — Присуждено звание лауреата Государственной премии СССР в области изобразительного искусства.
1991 — Большая премия Министерства культуры Румынии за картину «Памяти предков» на выставке «Салоны Молдовы» — Кишинёв, Бакэу. Общение с румынскими художниками.
1992 — Персональные выставки в Бакэу и Бухаресте. В этом же году прервалась жизнь супруги художника — керамистки Эсфирь Греку, которая поддерживала и вдохновляла М. Греку в течение всей их совместной жизни.
Персональная выставка (124 картины) к 75-летию художника в Кишинёве в Выставочном зале Союза художников Республики Молдова.
Награждён орденом Республики Молдова и присвоено звание Почётного члена Академии наук Республики Молдова.
Декабрь 1995 Наводнение в мастерской М. Греку из-за аварии отопительной системы. Пострадало много работ художника.
Ноябрь 1996-февраль 1997 — Персональная выставка (90 полотен) к 80-летию художника в Кишинёве, в Музее истории Республики Молдова.
9 апреля 1998 — Михаил Греку ушёл из жизни, похоронен на центральном кладбище в Кишинёве.
1999 — Учреждена Премия «Михаил Греку» в рамках ежегодных выставок «Салоны Молдовы», Бакэу-Кишинёв.
2006 — Персональная выставка к 90-летию художника в Кишинёве в залах Музея истории Республики Молдова. Состоялась научная конференция.
2014 — Ежегодная Премия «Михаил Греку», учреждённая Министерством культуры Республики Молдова.
1916 — В Республике Молдова объявлен «Год Михаила Греку».
2016 — Персональная выставка к 100-летию художника в Кишинёве в залах Национального художественного музея Молдовы. Учреждена Памятная медаль «Михаил Греку. 100 лет со дня рождения».

### Семья
- Жена — Фира (Эсфирь) Львовна Греку (урожд. Брик; 1919, Константинополь — 1992, Кишинёв) — молдавский живописец, керамист.[4][5]
- Дочь — Тамара Михайловна Греку-Пейчева (род. 1944) — молдавская художница и искусствовед.
- Зять — Дмитрий Петрович Пейчев (род. 1943) — молдавский художник и болгарский поэт.

## Творчество
Греку является автором более пятисот картин, большая часть из них посвящены истории народа Молдавии. Живопись Михаила Греку отличается настоящим драматизмом, эмоциональным подходом к выразительности цвета. Греку является настоящим колористом. С 1960-х годов в картинах художника проявилось стремление к поэтическому осмыслению жизни современного художнику села. Михаил Греку постоянно подчёркивал национальный характер созданного им образа, зачастую прибегая к приёмам примитивизма и намеренно использованной условности в манере живописи.

### Картины
- «Материнство.» 1944. Фанера, масло 49x35,5. НХММ.
- «Портрет Георгия Димитриу.» 1957. Холст, масло. 45x30. Частная коллекция.
- «Натюрморт с сухой рыбой и тартакуцей.» 1957. Холст, масло. 90 х 70. Частная коллекция.
- «Сухие рыбы.» 1957. Картон, масло. 78 х 44,5. Частная коллекция.
- «Читающий рабочий.» 1958. Холст, масло. 80 х 83,5. Частная коллекция.
- «Девушка с монистами.» 1958. Холст, масло. 45 х 34,5. НХММ.
- «Старик в шубе.» 1954. Холст, масло. 45 х 41. Частная коллекция.
- «Крестьянин в шляпе.» 1957. Картон, масло. 67 х 47,5. Частная коллекция.
- «Женщина в жёлтой повязке.» 1957. 93 х 57. Холст, масло. НХММ.
- «Натюрморт с миской мёда.» 1958. Холст, масло. 57 х 71. Частная коллекция.
- «Натюрморт с грушами.» 1956. Картон, масло. 56,3 х 71,2. НХММ.
- «Татарбунарское восстание.» 1957. Холст, масло. 200 х160. НХММ.
- «Экспрессивная голова.» 1957. 58 х 50. Частная коллекция.
- «Женский портрет.» Холст, масло. 59, 5 х 49. НХММ.
- «Весна. Веточка цветущей яблони.» 1957. Холст, масло. 45 х 29. НХММ.
- «В застенках сигуранцы.» 1957—1958. Холст, масло. 120 х 100. Национальный музей этнографии и естественной истории Республики Молдова.
- «Портрет Ирины.» 1957. Холст, масло. 40 х 29,5. НХММ.
- «Натюрморт с корзиной и кувшином.» 1958. Холст, масло. 80 х 70. Частная коллекция.
- «Автопортрет.» 1957. Картон, масло. 32 х 27. НХММ.
- «Портрет мальчика.» 1957. Холст, масло. 36,6 х 30 Частная коллекция.
- «Портрет Люси Карагяур.» 1957. Холст, масло. 38 х 28. Частная коллекция.
- «Автопортрет.» 1955. Холст, масло. 34 х 24,5. Частная коллекция.
- «Натюрморт с Венерой.» 1956. Холст, масло. 80 х 70/78x44,5. Частная коллекция.
- «Церковь в Вилково.» 1963. Картон, масло. 66 х 60. Частная коллекция.
- «Лодки. Вилково.» 1963. Картон, масло. 70 х 80. НХММ.
- «Мостик. Вилково.» 1962. Картон, масло. 67 х 70. НХММ.
- «Весенний день.» 1962. Картон, масло. 50 х 60. НХММ.
- «Канал. Вилково.» 1962. Картон, масло. 65 х 70. НХММ.
- «Весенний двор.» 1962. Картон, масло. 60 х 70. НХММ.
- «Чадырлунгские девушки.» 1959-60. Холст, масло.200x180. НХММ.
- «Санду.» 1964. Холст, масло. 70 х 64. НХММ.
- «Портрет Анны Черневой.» 1964. Холст, масло. 96 х 88. НХММ.
- «Натюрморт с листьями капусты» (Вилково). 1963. Холст, масло. 75 х 80. Частная коллекция.
- «Ликерука Гуз» (с. Волока). 1964. Картон, масло. 66 х79. Частная коллекция.
- «Крестьянин с севера Молдавии.» 1963. Картон, масло. 76 х 67. НХММ.
- «Девушка в национальной блузе.» 1965. Холст, масло. 67 х 77. НХММ.
- «Симион Кара» (с. Троянул Ноу). 1964. Картон, масло. 79 х 67. Частная коллекция.
- «Село Волчинец.» 1964—1986. Холст, масло. 50 х 70. НХММ.
- «Белые рыбы.» 1966. Холст, масло. 64 х71. НХММ.
- «Натюрморт с циниями.» 1965. Холст, масло. 65 х 60. Частная коллекция.
- «Посвящение А. Рублёву.» 1965. Холст, масло.70 х 80. Частная коллекция.
- «Осень.» 1965. Холст, масло. 63 х70. НХММ.
- «Свинарь В. Плешка.» 1963. Холст, масло. 94 х 95. НХММ.
- «Мария Кара.» 1964. Холст, масло. 78 х 67. НХММ.
- «Груши.» 1967. Холст, масло. 65 х 65. Частная коллекция.
- «Портрет писателя Ихила Шрайбмана.» 1965. Холст, масло. 94 х 94. НХММ.
- «Фира.» 1964-82. Картон, масло. 90 х 80. Частная коллекция.
- «Портрет скрипача Оскара Дайна.» 1964. Холст, масло. 118,5 х 88. НХММ.
- «Красавица-одесситка.» 1966. Холст, масло. 70 х 63. Частная коллекция.
- «Дом в с. Ташлык.» 1968. Холст, масло. 55 х 65. Частная коллекция.
- «На окне.» 1966. Холст, масло. 68 х 61. НХММ. Частная коллекция.
- «Осенний день.» 1964. Холст, масло. 116х 197. НХММ.
- «Старая груша в цвету.» 1966. Холст, масло. 62 х 68. НХММ.
- «Осень в Пыржолтенах.» 1966. Холст, масло. 55 х 65. Частная коллекция.
- «Девушка-табаковод.» 1966. Холст, масло. 117x71. НХММ.
- «На лугу.» 1966. Холст, масло. 63 х71. Частная коллекция.
- «Инжир.» 1967. Картон, масло. 35 х 50. Частная коллекция.
- «Вазон с геранью.» 1966. Картон, масло. 68 х78. Частная коллекция.
- «Натюрморт с подсолнухом.» 1967. Холст, масло. 70 х 62. НХММ.
- «Пейзаж „Рышкановка“.» 1964. Картон, масло. 50 х70. Частная коллекция.
- «Гостеприимство.» 1965—1967. Холст, масло. 200 х 200. НХММ.
- «Портрет дочери Тамары.» 1968. Холст, масло. 110 х 70. Частная коллекция.
- «Натюрморт с гладиолусами.» 1968. Холст, масло. 80 х 70. Государственный художественный музей, г. Бендеры.
- «На окраине села Фрумушика.» 1968. Холст, масло. 65 х 70. Частная коллекция.
- «Ворота.» 1965. Холст, масло. 60 х 70. НХММ.
- «Старый Кишинёв.» Армянская церковь. 1967. Холст, масло. 80 х 100. Частная коллекция.
- «Чёрные бутылки.» 1966. Картон, масло. 50 х 70. Частная коллекция.
- «История одной жизни.» Триптих. 1967. Холст, масло, темпера. 130 х 140; 160 х 140; 130 х 140. Государственная Третьяковская галерея, Москва.
- «Проводы в армию.» 1964—1965. Холст, масло. 132 х 152. НХММ.
- «Памятник героям в селе Ташлык.» 1968. Холст, масло. 55 х 67. Частная коллекция.
- «Мельница в селе Ташлык.» 1968. Холст, масло. 65 х 70. Частная коллекция.
- «Церковь в селе Ташлык.» 1968. Холст, масло. 60 х 65. Частная коллекция.
- «Натюрморт с подсолнухами и книгой.» 1966. Холст, масло. 76 х 83. Частная коллекция.
- «Мила Рикман.» 1967. Картон, масло. 61,5 х 49. Частная коллекция.
- «Угол мастерской.» 1965. Картон, масло. 68,5 х 80. Частная коллекция.
- «Портрет писателя Василе Василаке.» 1966. Холст, масло. 71 х 63. НХММ.
- «Молдавский домик.» 1968. Холст, масло. 60 х 65. НХММ.
- «Село Джурджулештъ.» 1968. Холст, масло. 61 х 71. Частная коллекция.
- «Портрет Розы.» 1968. Холст, масло. 100 х 80. Частная коллекция.
- «Улица в селе Ташлык.» 1968. Холст, масло. 65 х 70. Частная коллекция.
- «Май.» 1967. Холст, масло. 70 х 80. НХММ.
- «Дом в селе Ташлык.» 1968. Холст, масло. 65 х 70. Частная коллекция.
- «Дом Гончаренко в селе Ташлык.» 1968. Холст, масло. 55 х 65. Частная коллекция.
- «Первые дни Советской власти.» 1969. Холст, масло. 150 х 128. НХММ.
- «Натюрморт с чайником.» 1965. Холст, масло. 55 х 71. Частная коллекция.
- «Красные рыбы.» 1965. Холст, масло. 62 х 70. НХММ.
- «Индюк.» 1969. Холст, масло. 120 х 120. НХММ.
- «Белые розы.» 1969. Холст, масло. 65 х 55. Частная коллекция.
- «Краски осени.» 1969. Холст, масло. 60 х 70. НХММ.
- «Старик в жилетке.» 1969. Холст, масло. 65 х 53. НХММ.
- «Дома семьи Мэнэстырлиу.» 1968. Холст, масло. 65 х 70. Частная коллекция.
- «Портрет учительницы Э. Лазэр.» 1969. Холст, масло. 60 х 50. Частная коллекция.
- «Натюрморт с двумя кувшинами.» 1969. Холст, масло. 65 х 65. Частная коллекция.
- «Весна» (Габриела Козмеску). 1968. Холст, масло. 100 х 80. НХММ.
- «Пейзаж с забором.» 1971. Холст, масло. 55 х 65. Частная коллекция.
- «Пейзаж с деревьями.» 1970. Холст, масло. 55 х 65. Частная коллекция.
- «Старый Кишинёв.» 1971. Холст, масло. 55 х 71. Частная коллекция.
- «Зоя. Пиета.» Диптих. 1968. Холст, масло. 140 х 120. НХММ.
- «Красота Апеллеса и Протогеноса.» 1972. Холст, смешанная техника. 75 х 85. Частная коллекция.
- «Трагическая Венеция.» 1970. Холст, смешанная техника. 140 х160. Государственная Третьяковская галерея, Москва.
- «Золотая гора.» 1970. Холст, смешанная техника. 120x130. Частная коллекция.
- «Сердце крепости.» 1972. Холст, смешанная техника. 130 х 120. Частная коллекция.
- «Родник.» 1973. Холст, смешанная техника. 75 х 85. Частная коллекция.
- «Легенда о граде Китеже.» 1973. Холст, смешанная техника.129 х 117. НХММ.
- «Дмитрий Кантемир.» 1973. Холст, масло. 130 х120. Литературный музей им. М. Когэлничану. Кишинёв.
- «Четатя Албэ. Южные врата.» 1972. 130 х 120. Холст, смешанная техника. 120 х 130. Частная коллекция.
- «Крепость моего детства.» 1973. Холст, смешанная техника. 120 х130. Частная коллекция.
- «Ужин в поле.» 1969. Холст, смешанная техника. 120 х 130. НХММ.
- «Негруцци.» 1974. Холст, масло. 100 х 80. Литературный музей им. М. Когэлничану. Кишинёв.
- «Улетели журавли.» 1973. Холст, смешанная техника. 120 х 150. НХММ.
- «Врата Старого Орхея.» 1974. Холст, смешанная техника. 80 х 100. НХММ.
- «Краски аэрофлота.» 1974. Холст, флуоресцентный лак, аэрозоль. 130 х 120. Днепр, картинная галерея.
- «Старые деревья.» 1973. Холст, смешанная техника.115 х 105. Частная коллекция.
- «Армянский хрисовул.» 1973. Холст, смешанная техника.95 х 103. Частная коллекция.
- «Предполагаемая черепаха.» 1972. Холст, смешанная техника. 82 х 76. Частная коллекция.
- «Мои приёмные родители.» 1973. Холст, смешанная техника. 105 х 95. Частная коллекция.
- «Золотое руно.» 1974. Холст, смешанная техника.75 х 85. Частная коллекция.
- «Старая мельница.» 1975. Фанера, смешанная техника. 110 х 120. НХММ
- «Зима в Ташлыке.» 1974. Холст, смешанная техника. 100 х 120. Частная коллекция.
- «Золотая планета.» 1974. Холст, смешанная техника. 80 х 100. Частная коллекция.
- «Керамика С. Чоколова.» 1974. Холст, смешанная техника. 75 х 70. Частная коллекция.
- «Сухие полевые цветы.» 1973. Холст, смешанная техника.85 х 75. Частная коллекция.
- «Бондарня села Долна.» 1975—1995. Холст, масло. 55 х 71. НХММ.
- «Легенда замурованного окна.» 1974. Холст, смешанная техника. 120 х130. Частная коллекция.
- «Серебристая композиция.» 1975. Холст, смешанная техника. 105 х 95. Частная коллекция.
- «Врата Старого Орхея.» 1974. Холст, смешанная техника. 130 х 140. Академия наук Республики Молдова.
- «Портрет поэта Богдана Истру.» 1972. Холст, масло. 130 х 120. Литературный музей им. М. Когэлничану. Кишинёв.
- «Раны войны.» 1975. Холст, смешанная техника. 80 х 100. Частная коллекция.
- «Двор тетушки Иляны.» 1976. Холст, масло. 100 х 95. Частная коллекция.
- «Старый дом в Кишинёве» (2-й полицейский участок). 1975. Холст, смешанная техника. 105 х 95. Частная коллекция.
- «Полная тишина.» 1978. Холст, смешанная техника.85 х 115. Частная коллекция.
- «Генезис» (Цветы плесени). 1978. Холст, смешанная техника.95 х 90. Агроиндбанк, Кишинёв.
- «Луна над Бутученами.» 1979. Холст, смешанная техника. 140 х105. Частная коллекция.
- «Красноярский столб.» 1977. Холст, смешанная техника. 130 х 95. Частная коллекция.
- «Розы.» 1979. Холст, смешанная техника. 90 х 95. НХММ.
- «Цветы.» 1977. Холст, смешанная техника. 100 х 80. НХММ.
- «Четатя Албэ.» 1973. Холст, смешанная техника. 120 х 150. Частная коллекция.
- «В память.» 1974. Холст, смешанная техника. 140 х120. Национальный музей истории Молдовы.
- «Весна. Вазон в пашне.» 1976. Холст, смешанная техника. 95 х 100. Частная коллекция.
- «День рождения.» 1979. Холст, масло. 120 х 80. НХММ.
- «После дождя.» 1979. Холст, масло. 80 х 70. Частная коллекция.
- «Золотая бадья.» 1976. Холст, смешанная техника. 130 х 140. НХММ.
- «Извилины мыслящего моря.» 1976. Холст, смешанная техника. 95 х 100. Частная коллекция.
- «Вулкан.» 1977. Холст, смешанная техника. 100 х 95. Частная коллекция.
- «Каса маре.» 1976. Холст, масло. 100 х 95. НХММ.
- «Дупло.» 1978. Холст, смешанная техника. 100 х 95. Частная коллекция.
- «Стол поминовения.» 1976. Холст, смешанная техника. 120 х190. Государственный художественный музей, г. Бендеры.
- «Михай Эминеску в гостях у Иона Крянгэ» (II вариант). 1976. Холст, масло. 130 х140. Литературный музей им. М. Когэлничану. Кишинёв.
- «Одинокие тополя.» 1976. Холст, смешанная техника. 100 х 140. Муниципалитет, Кишинёв.
- «Фантастическое.» 1977. Холст, смешанная техника. 95 х 100. Частная коллекция.
- «Врата любви.» 1981. Холст, смешанная техника. 120 х 130. Частная коллекция.
- «Сухие фрукты.» 1974. Холст, смешанная техника. 60 х 65. Частная коллекция.
- «Кладбище в Бутученах.» 1981. Холст, смешанная техника. 115 х 125. Частная коллекция.
- «Времена года.» 1984. Холст, темпера. Триптих: 1. «Весна.» 120 х 120; 2. «Хлеб и солнце.» 140 х 120; 3. «Золотая осень.» 120 х 120. Международная конфедерация союзов художников, Москва.
- «Микрокосмос.» 1982. Холст, смешанная техника. 95 х 100. Частная коллекция.
- Эскиз картины «Ритуал проводов призывников села Вэлень». 1985. Холст, темпера. 95 х 100. Частная коллекция.
- «Плодоношение» (2-я часть диптиха «Цветение и плодоношение»). 1986. Холст, темпера, смешанная техника. 120 х 130. Международная конфедерация союзов художников, Москва.
- «Ритуал проводов призывников села Вэлень.» 1985. Холст, темпера. 180 х 200. Международная конфедерация союзов художников, Москва.
- «И я стану землей.» 1978—1985. Холст, масло. 132 х 180. НХММ.
- «Мария из Дондюшень.» 1986. Холст, масло. 50 х 35. Частная коллекция.
- «Оранжевый натюрморт.» 1985. Холст, масло. 55 х 75. НХММ.
- «Каменный стол.» 1976. Холст, смешанная техника. 120 х 140. Частная коллекция.
- «Вулкан Эмпедокла.» 1972. Холст, смешанная техника. 75 х 85. НХММ.
- «Тофан.» 1980. Холст, масло, темпера. 65 х 70. Частная коллекция.
- «Серебристые рыбы.» 1975. Холст, смешанная техника. 90 х 120. НХММ.
- «Зелёный гранат.» 1972. Холст, смешанная техника. 76 х 83. Частная коллекция.
- «Сушка табака.» 1971. Холст, масло. 55 х 65. Частная коллекция.
- «Красный бессарабец.» 1966. Холст, масло. 124 х 108. НХММ.
- «Автопортрет с шарфом.» 1957. Холст, масло. НХММ.

### Экспозиции
- Личные: Белгород-Днестровский (1935), Баку (1965), Таллин, Рига (1968), Вильнюс (1973), Киев (1989), Бакэу (1992), Кишинёв (1996, 1997).
- Групповые: Кишинёв (1957), Москва (1957), Рига (1966), Челябинск, Кострома, Смоленск, Черновцы, Винница (1973), Москва (1983), Кишинёв, Москва (1986).

## Память
- В 2006 году была выпущена почтовая марка посвященная 90-летию со дня рождения Михаила Григорьевича Греку.Почтовая марка Молдовы посвященная 90-летию со дня рождения Михаила Григорьевича Греку.
- В 2011 году была выпущена почтовая марка Молдовы с автопортретом художника Михаила Григорьевича Греку.
- 2016 год объявлен годом Михая Греку[7]

## Награды, премии, почётные звания
- 1972 — Заслуженный деятель искусств МССР.
- 1978 — Государственная премия Молдавской ССР за картины «На берегах Енисея», «Хлеб и солнце», «Ворота старого Орхея», «Раскопки в Бутученах» и серию «Сельские пейзажи».
- 1987 — Народный художник МССР.
- орден «Знак Почёта»[8]
- 1992 — почётный член Академии наук Молдавии[9]
- 1992 — Орден Республики[10]

## Публикации
- 1958 — Cultura Moldovei, «Dreptul la teme mari»
- 1962 — Cultura Moldovei, «Arta si noul»
- 1963 — Cultura Moldovei, «Culoarea si stilul»
- 1968 — Творчество, «История одной жизни»
- 1968 — Nistru, «Peisajul si contemporaneitatea»
- 1975 — Молодёжь Эстонии, «И вечное, и прекрасное»
- 1991 — Moldova, «Fericita de propria-i taina»